# بعد ۴۰۴
بعد ۴۰۴ (انگلیسی: Dimension 404) یک مجموعه آنتولوژی علمی–تخیلی است.